# Rafik Halliche
Rafik Halliche (arab. رفيق حليش, Rafīq Ḥallīsh; ur. 2 września 1986 w Algierze) – algierski piłkarz grający na pozycji środkowego obrońcy w GD Estoril Praia.

## Kariera klubowa
Halliche jest wychowankiem klubu NA Hussein Dey z miasta o tej samej nazwie, leżącym w dystrykcie Algieru. W 2006 roku zadebiutował w nim w rozgrywkach pierwszej ligi algierskiej i od czasu debiutu był podstawowym zawodnikiem zespołu. W rodzimej lidze grał do końca 2007 roku.
Na początku 2008 roku Halliche odszedł do Benfiki Lizbona, z którą podpisał czteroletni kontrakt. Nie zadebiutował jednak w jej barwach i odszedł na wypożyczenie do CD Nacional z Madery. W Primeira Liga swoje pierwsze spotkanie rozegrał 6 kwietnia 2008, przegrane 0:1 z CS Marítimo. Wypożyczenie zostało przedłużone także na sezon 2008/2009 i sezon 2009/2010.
W latach 2010–2012 Halliche rozegrał 1 mecz w barwach Fulham. Następnie grał w Académice Coimbra i Qatar SC. W 2017 trafił do GD Estoril Praia.
| Sezon   | Klub              | Kraj       | Rozgrywki            | Mecze | Bramki |
| ------- | ----------------- | ---------- | -------------------- | ----- | ------ |
| 2006/07 | NA Hussein Dey    | Algieria   | Championnat National | 28    | 1      |
| 2007/08 | NA Hussein Dey    | Algieria   | Championnat National | 16    | 0      |
| 2007/08 | CD Nacional       | Portugalia | Primeira Liga        | 2     | 0      |
| 2008/09 | CD Nacional       | Portugalia | Primeira Liga        | 15    | 0      |
| 2009/10 | CD Nacional       | Portugalia | Primeira Liga        | 15    | 0      |
| 2010/11 | Fulham F.C.       | Anglia     | Premier League       | 1     | 0      |
| 2011/12 | Fulham F.C.       | Anglia     | Premier League       | 0     | 0      |
| 2012/13 | Académica Coimbra | Portugalia | Primeira Liga        | 9     | 0      |
| 2013/14 | Académica Coimbra | Portugalia | Primeira Liga        | 20    | 0      |
| 2014/15 | Qatar SC          | Katar      | Q-League             | 21    | 2      |
| 2015/16 | Qatar SC          | Katar      | Q-League             | 9     | 0      |
| 2016/17 | Qatar SC          | Katar      | Qatargas League      | 15    | 0      |
| 2017/18 | GD Estoril Praia  | Portugalia | Primeira Liga        | 22    | 2      |

## Kariera reprezentacyjna
W reprezentacji Algierii Halliche zadebiutował 31 maja 2008 roku w przegranym 0:1 meczu eliminacji do Mistrzostw Świata w RPA z Senegalem. W 2009 roku wywalczył z Algierią awans na ten turniej.